# Нескучний Home & Spa
Нескучний Home & Spa— житловий комплекс в Москві (Росія), який будується за адресою Донський 5-ий проїзд, вл. 21 корп. 6. Комплекс складається з п'яти житлових веж висотою від 140 до 262 м.

## Розташування
Житловий комплекс розташований в Донському районі Москви недалеко від Ленінського проспекту в 1 км від Ненудного саду, в 10 хвилинах їзди від Садового кільця і МГУ. У Донському районі розташовані дві станції метро — «Шаболовська» і «Ленінський проспект», а також станція МЦК «Площа Гагаріна».